# 山水上帝廟
山水上帝廟，昔作山水北極殿，台灣澎湖縣馬公市廟宇，主祀玄天上帝，嵵裡澳角頭廟之一，山水里公廟。法師流派為「閭山派」。:60–62

## 沿革
山水里位於澎南圓頂半島東南角，北接鎖港、西鄰雞母塢（今馬公市五德里），南朝台灣海峽，自清領時期隸屬「嵵裡澳」，舊稱「豬母落水社」、日治時期將「豬母落水」簡化為「豬母水」，改作「豬母水鄉」。二戰之後，國民政府改易行政區制，短暫與「雞母塢」合併作「水塢里」，後又獨立成一里，原擬作「珠江里」，但地方鄉佬陳琴提議以「山水」為里名，報請機關核准後，定名「山水里」，沿用迄今。
山水上帝廟開基年份不詳，一說相傳乃陳天舜者建於南明、康熙年間，供奉玄天上帝，時稱上帝廟。二說香火源自明朝崇禎三年（1630年）起建的井垵北極殿（五鄉宮），豬母水地區最初在康熙三十年（1690年）從五鄉宮迎奉哪吒三太子為主神。嗣後，因史料弗如，直到咸豐十年（1860年）才有里民陳天舜發起廟宇重修，殆至同治八年（1872年）始落成，主祀神明仍為哪吒三太子。日治時期大正九年（1920年），董事陳自然等獲哪吒三太子降旨，修築廟宇、增建前亭。大正11年（1922年），奉遵聖諭，玄天上帝被扶為豬母水村廟主神，始定名「上帝廟」。
昭和四年（1929年），上帝廟增建偏殿，供里民集會用途。二戰後，民國38年（1949年）因廟宇老舊失修，公推十名董事負責籌款，主持改建工程，並於民國45年（1956年）竣工，當時仍為木結構建築。民國60年（1971年），廟宇屋頂不堪白蟻、鹽害，棟樑傾頹，再度發起重建，木造廟宇於民國63年（1974年）九月間拆除。民國69年（1980年）十月，里民重雕真武大帝金身入火安座，廟名改稱「山水北極殿」，並於民國71年（1982年）十月間落成，時已為闊面加深的兩層樓建築。
民國75年（1986年），山水里民有感新廟落成，漁業大興，遂提議擴建廟宇、壯大廟觀之情事，後擇於農曆12月12日動土，並於翌年「山水合境平安樓」落成。民國78年（1989年），山水北極殿在元宵節首辦「金靈龜慶典」，引為風潮效尤。民國88年（1999年），山水北極殿南側增建行宮，在民國89年（2000年）恭迎五府王爺的王船進駐。
民國101年（2012年），山水北極殿歷經二十載寒暑，鋼筋裸露鏽蝕，故鄉佬陳長景於當年召開重建會議，並組織重建委員會，統籌奔走募款事宜。民國103年（2014年）農曆4月20日，恭請北極殿神明出火、同年農曆10月4日動土，民國105年（2016年）農曆10月24日舉辦上樑大典。民國106年（2017年）八月間召開的重建大會中，廟方決議將「北極殿」之名更易為「上帝廟」。民國109年（2020年）10月10日（農曆8月24日），山水上帝廟入火安座落成，總計斥資新台幣約1億2千萬元。廟方乃舉辦辦桌盛宴酬謝善信大眾，並延請澎恰恰、許效舜、苗可麗、江宏恩等知名藝人一同共襄盛舉。

## 鸞堂
大正十年（1921年），在鎖港北極殿鸞堂「訓善堂」校正生許超然的協助下，開辦鸞堂「化心社勸善堂」，並完成《醒俗金篇》善書。山水上帝廟陸續於昭和二年（1926年）著作《善惡寶訓》、昭和14年（1939年）著作《醒新金篇》兩部善書。民國34年（1945年），改作「化俗社」，出版善書《玉金篇》、民國38年（1949年），又改「啟化社」為名，作《覺世金篇》一部。民國42年（1953年），復名「化心社」，出版《醒世金篇》，後分別於民國50年（1961年）和民國53年（1964年）出版《覺醒金篇》和《指引南針》等善書。民國63年（1974年），鸞堂堂號再度易名為「啟化社勸善堂」，著有《濟渡金篇》善書一部。民國77年（1988年），改以「化心社」的名義，付梓善書《覺世金箴》一部。:52-54
| 時間               | 社名   | 堂號   | 出版善書     |
| ------------------ | ------ | ------ | ------------ |
| 大正10年（1921年） | 化新社 | 勸善堂 | 《醒俗金篇》 |
| 昭和二年（1926年） | 化新社 | 勸善堂 | 《善惡寶訓》 |
| 昭和14年（1939年） | 化新社 | 勸善堂 | 《醒新金篇》 |
| 民國34年（1945年） | 化俗社 | 勸善堂 | 《玉金篇》   |
| 民國38年（1949年） | 啟化社 | 勸善堂 | 《覺世金篇》 |
| 民國42年（1953年） | 化心社 | 勸善堂 | 《醒世金篇》 |
| 民國50年（1961年） | 化心社 | 勸善堂 | 《覺醒金篇》 |
| 民國53年（1964年） | 化心社 | 勸善堂 | 《指引南針》 |
| 民國63年（1974年） | 啟化社 | 勸善堂 | 《濟渡金篇》 |
| 民國77年（1988年） | 化心社 | 勸善堂 | 《覺世金箴》 |

## 圖輯

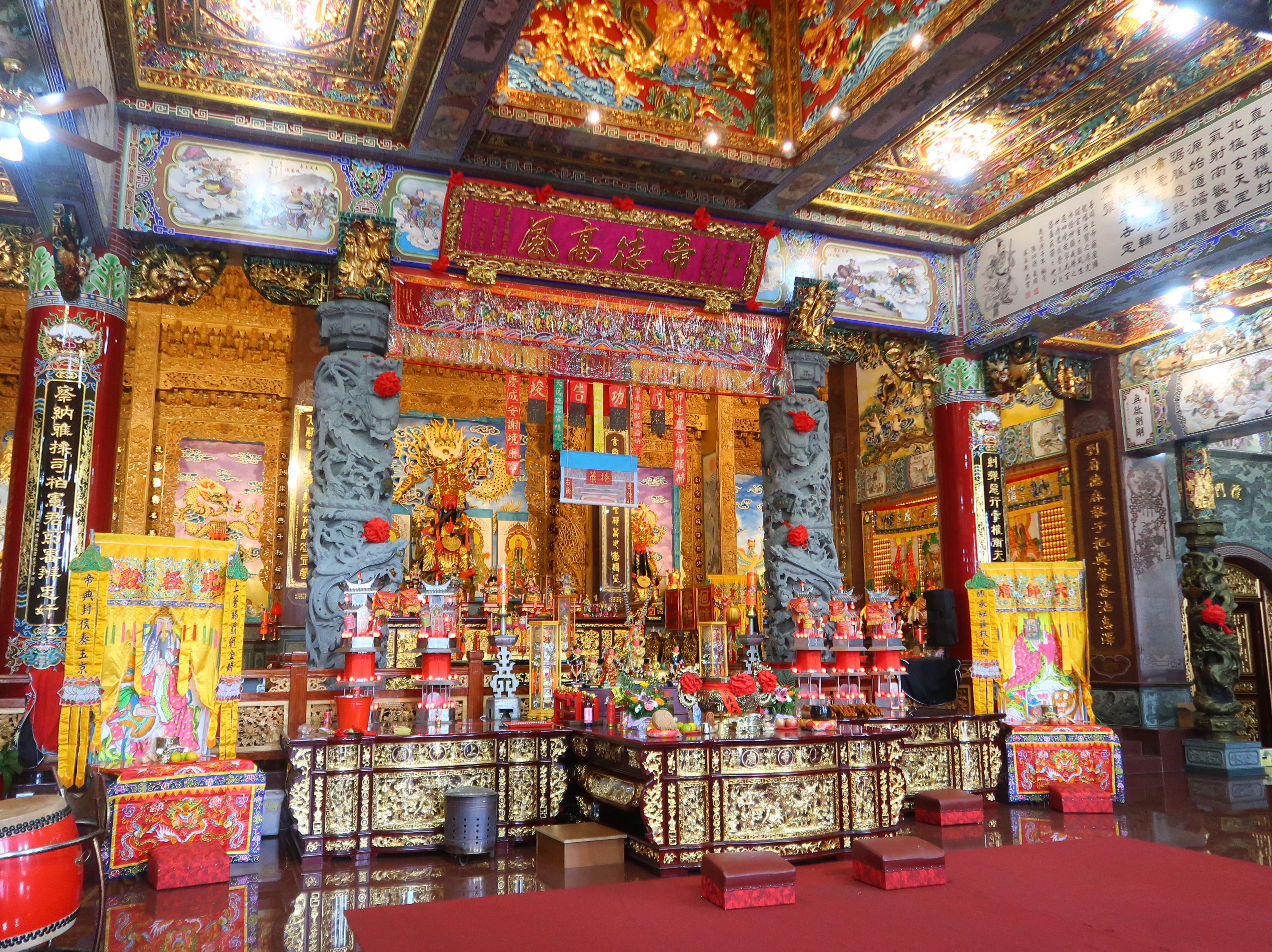
神明廳
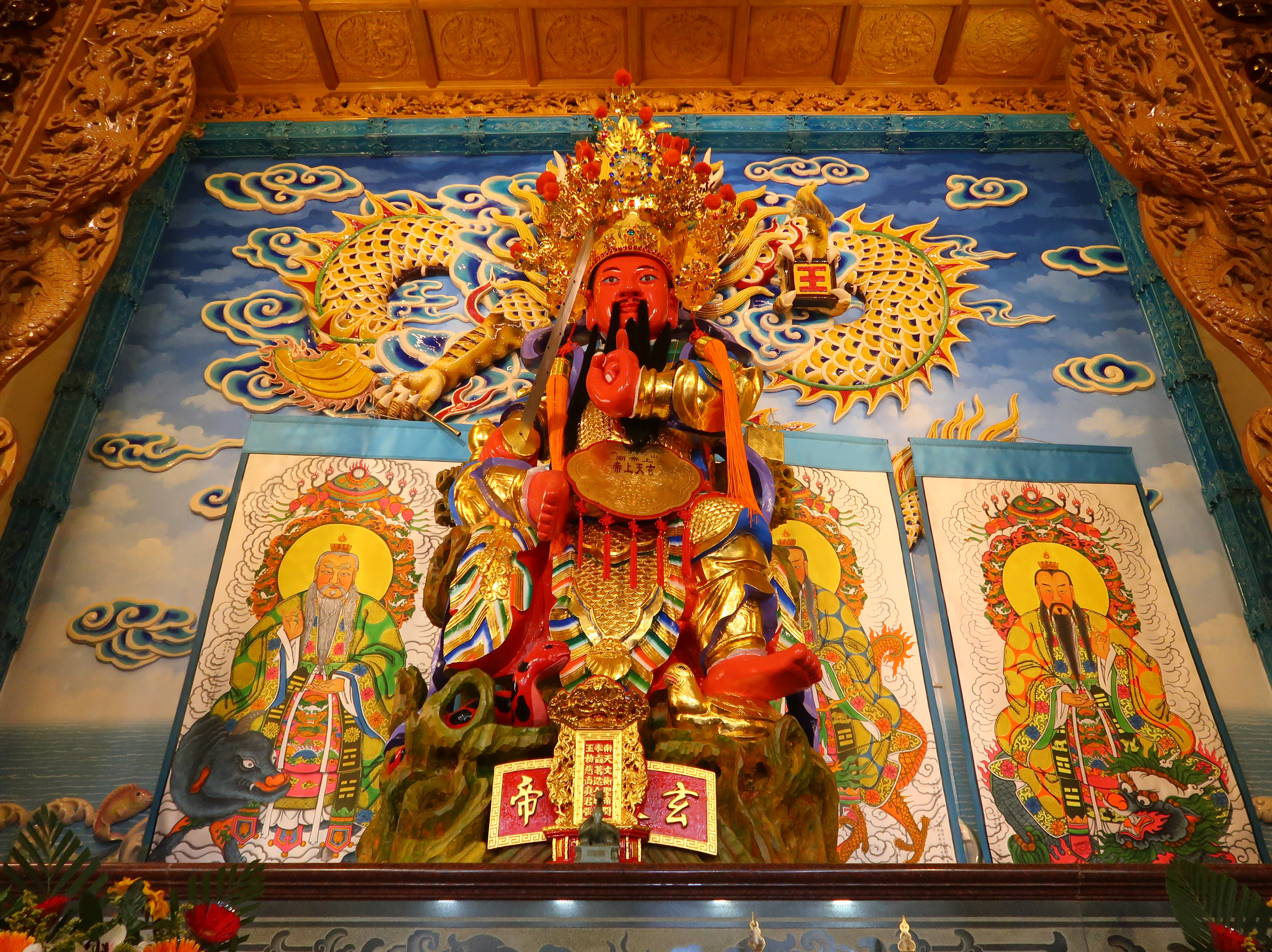
上帝爺金身
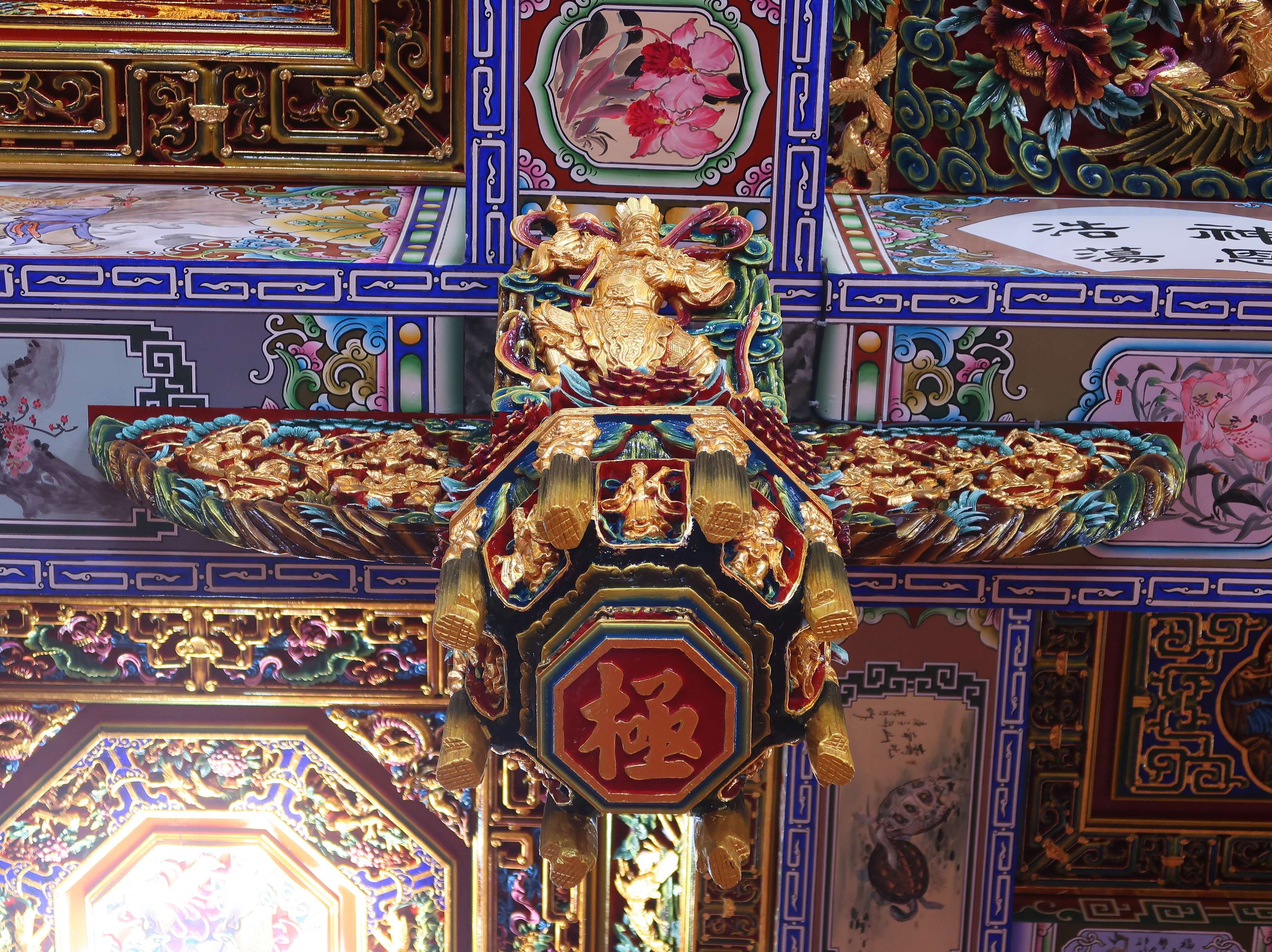
垂花－山水北極之「極」字
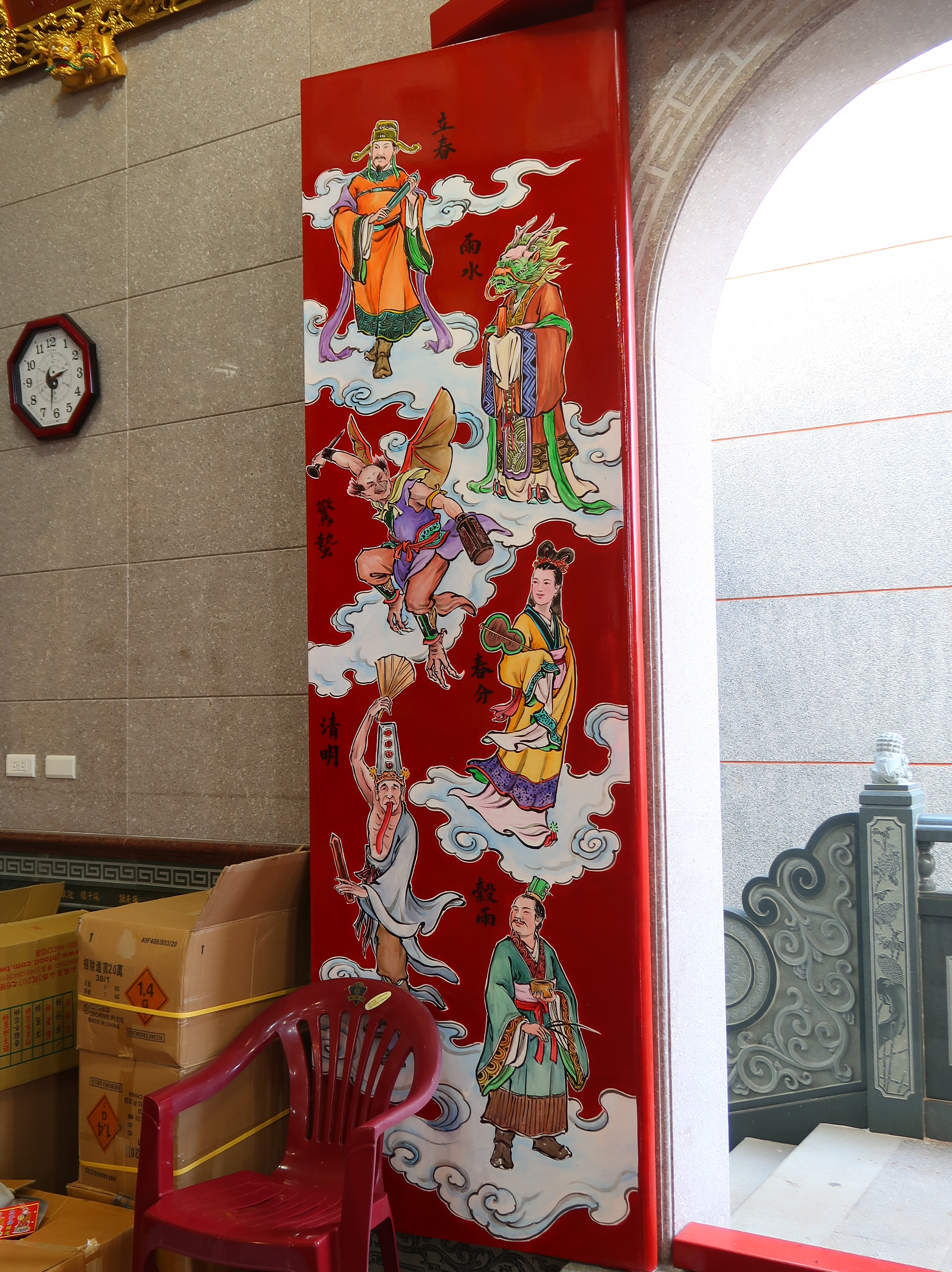
二十四節氣彩繪門
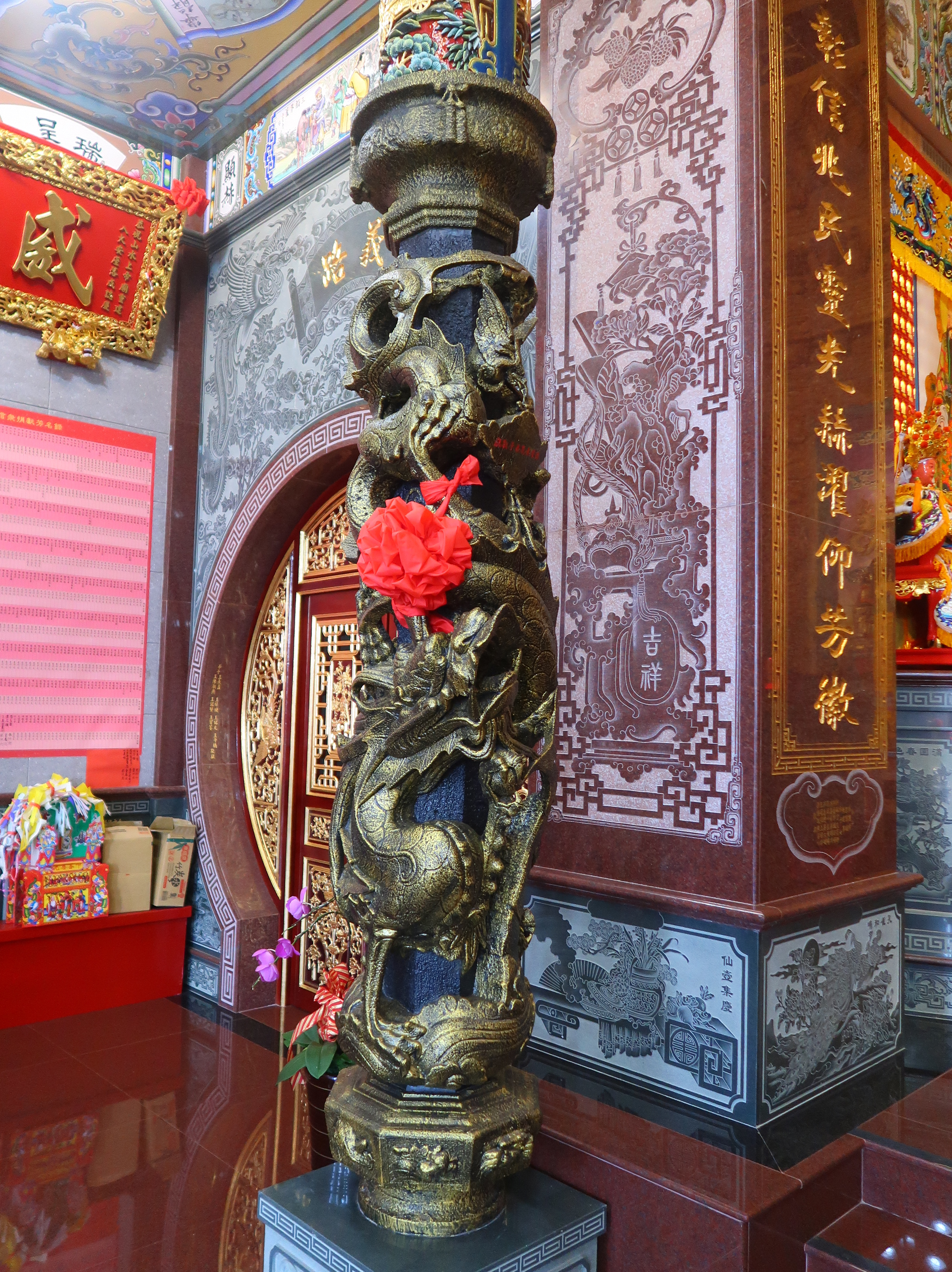
殿內龍柱
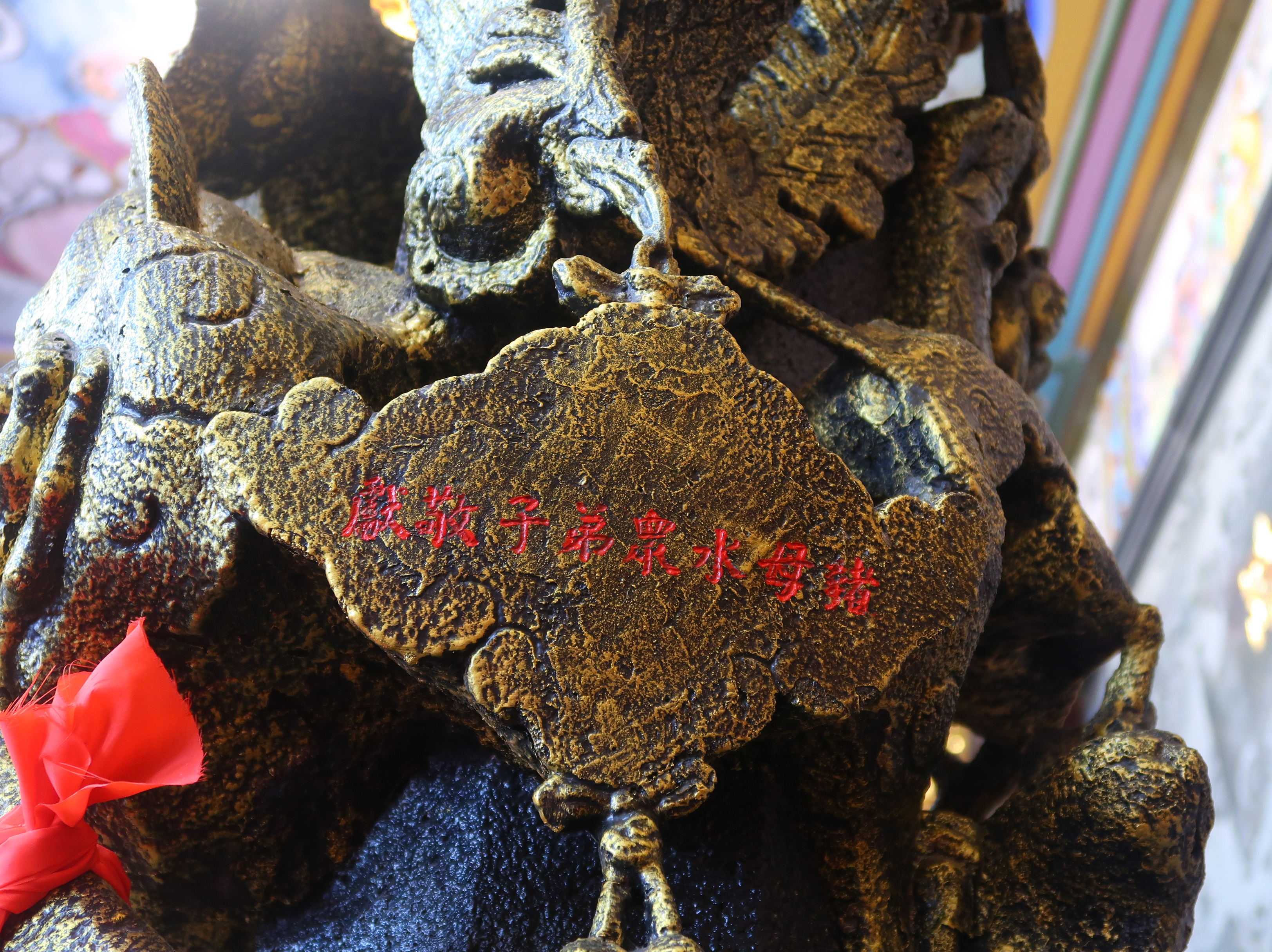
龍柱落款：豬母水弟子敬獻
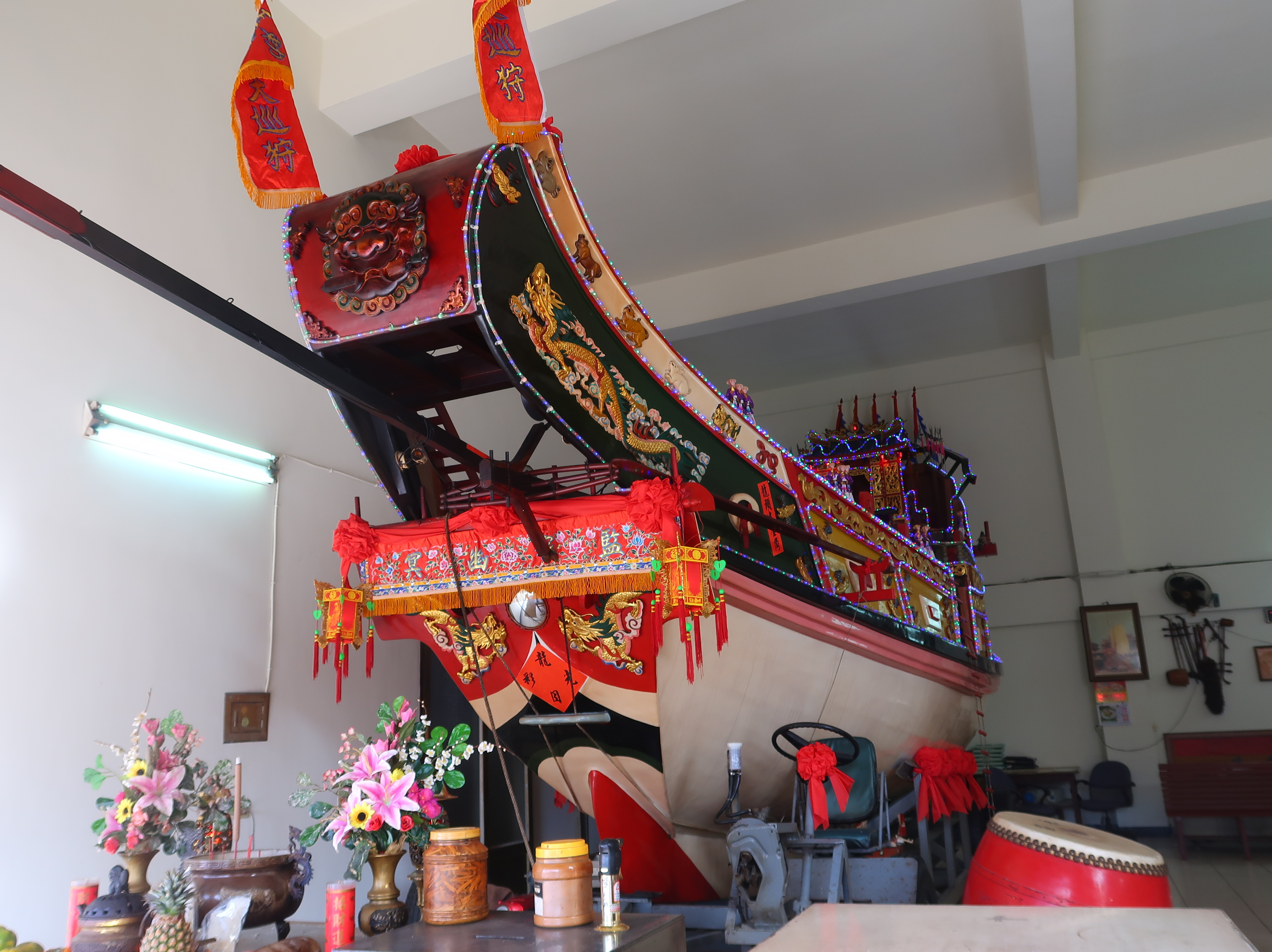
王船
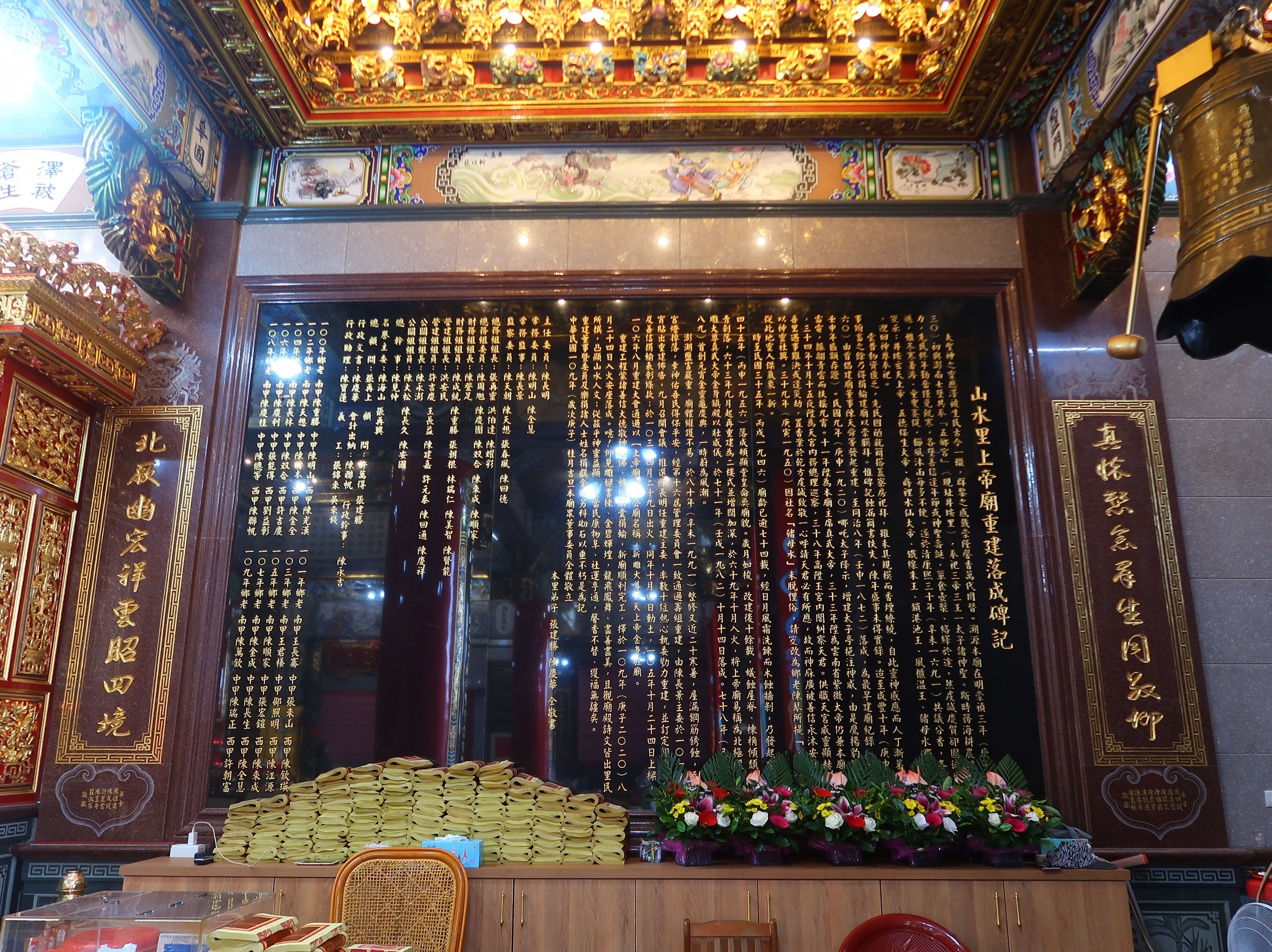
〈山水里上帝廟重建落成碑記〉

## 外部連結
- 山水上帝廟的Facebook專頁